# مدیریت روابط کارکنان
مدیریت روابط کارکنان (انگلیسی: Employee relationship management) یا ERM یک سیستم اطلاعاتی است، که روابط بین یک شرکت و کارکنانش را کنترل می‌کند.